# Goleńczykowate
Goleńczykowate (Eucnemidae) – rodzina chrząszczy z podrzędu wielożernych.

## Zasięg występowania
Przedstawiciele goleńczykowatych występują na całym świecie. Najbardziej zróżnicowane są w rejonach tropikalnych i subtropikalnych.
W Polsce 20 gatunków.

## Budowa ciała
Imago osiągają 2,9–25 mm długości. Wyglądem przypominają blisko spokrewnione sprężykowate. Warga górna ukryta. Nóżka czółka jest przytwierdzona do trzonka apikalno-bocznie (u sprężykowatych apikalnie) . Wentryty (widoczne sternity), zrośnięte.
U larw występują cztery formy:
- „bogatkokształtne” – ciało słabo zesklerytyzowane, z rozszerzonym przedtułowiem. U niektórych larw występują aksamitne pola na poszczególnych segmentach, oraz zeskleretyzowane powierzchnie na przedpleczu, ukształtowane w kształt litery „T” lub odwróconego „L”. Żuwaczki bardzo małe. Ubarwienie często białawe.
- „sprężykokształtne” – ciało silnie zesklerytyzowane, podobne do larw sprężykowatych. Ubarwienie zwykle żółtawe.
- „wrzecionowate” – zwykle słabo zesklerytyzowane, z dobrze widocznymi segmentami, podobne do larw błonkówek lub muchówek. Żuwaczki nieobecne. Ubarwienie zwykle białawe. Zwykle występują u rodzajów żyjących w ciepłych rejonach świata.
- „stonogokształtne” – ciało silnie zesklerytyzowane, zwykle spłaszczone, segmenty ciała o szerokości większej niż ich długość[1].

## Biologia i ekologia

### Biotop
Zamieszkują tereny porośnięte drzewami, zwłaszcza o zróżnicowanej strukturze. Imago spotykane są w koronach drzew, na ich korze lub pod nią. Larwy żyją w drewnie (twardym lecz sezonowanym lub wilgotnym i przegrzybiałym) lub w ziemi w pobliżu korzeni martwych lub zamierających drzew, zwykle z obecnością grzybni.

### Odżywianie
Larwy odżywiają się grzybnią.